# Batalla de Tricamerón
La batalla de Tricamerón se libró el 15 de diciembre de 533 en África, en la localidad del mismo nombre, ubicada veintisiete kilómetros al oeste de Cartago. En ella se enfrentaron las tropas del Imperio romano de Oriente mandadas por el general Belisario y las del Reino vándalo de África, que acaudilló su rey Gelimer.
La batalla terminó con el triunfo de las tropas del general Belisario, inmensamente inferiores en número a las de los vándalos. En el resultado del choque tuvo particular importancia la labor desempeñada por los generales de los dos bandos, pues Gelimer mostró su cobardía al huir ante la presencia de las tropas enemigas, lo que lo llevó al desastre. La derrota de Gelimer y sus huestes significó el fin del Reino vándalo y condujo a la anexión de todo el norte de África al Imperio bizantino del emperador Justiniano.

## Antecedentes

Invasiones de los bárbaros.

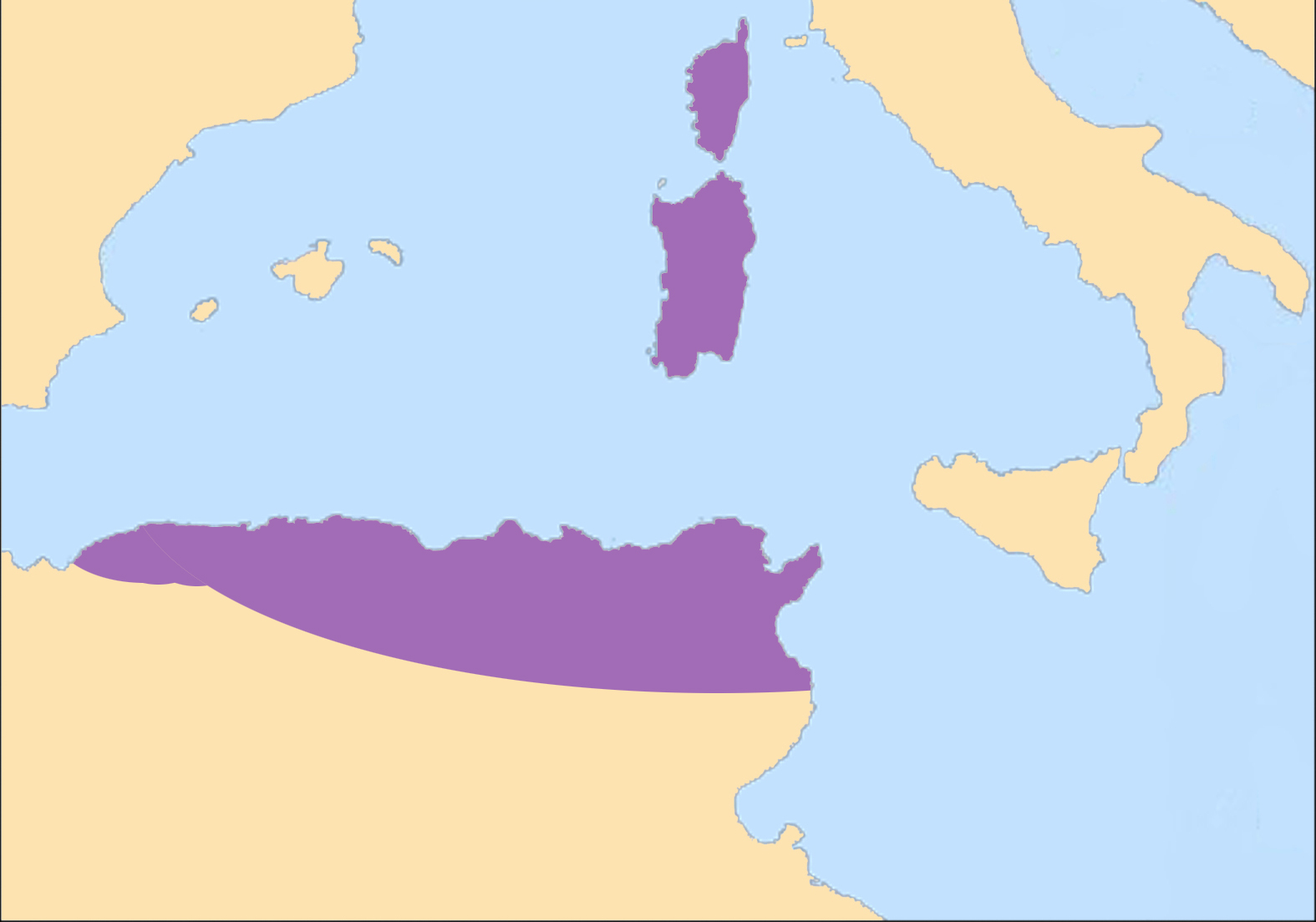
Reino Vándalo de África.

Justiniano, llamado “el Grande”, ascendió al trono del Imperio bizantino el año 527, a la muerte de su tío Justino I, quien le había nombrado su sucesor. Justiniano, de origen bárbaro y campesino, se había casado en el año 523 con Teodora, hija de un cuidador de circo, cortesana y bailarina de Alejandría. Mujer de gran belleza, valiente y decidida, tuvo gran influencia en Justiniano.
Justiniano se consideraba heredero de los césares y cabeza de la Iglesia. Durante su reinado, tuvo dos ideas directrices: restaurar el Imperio de Occidente y suprimir la herejía arriana. Para materializar la primera idea, restaurar el Imperio, se rodeó de dos hombres claves en su consecución: Belisario, al que puso al mando del ejército del este, y Narsés, al que nombró gran chambelán.
Entre ambos militares, desbarataron una rebelión contra el emperador, la insurrección de Niká, en la que murieron treinta y cinco mil rebeldes. Belisario, antes de Niká, había derrotado a los persas y después fue puesto al mando del ejército que debía marchar a Cartago para reponer en el trono a Hilderico el Vándalo, que había sido destronado por Gelimer, bisnieto de Genserico. Los historiadores estiman que el ejército puesto a las órdenes de Belisario era insuficiente: consistía en diez mil soldados de infantería y cinco mil jinetes, casi todos bárbaros y mercenarios. El ejército imperial había sufrido un descenso notable. Estaba compuesto por tres categorías de tropas: los soldados regulares, los mercenarios y las huestes pertenecientes a los magnates bizantinos, que debían facilitarlos al imperio.
Belisario decidió emplear Sicilia como base para la expedición. La fuerza zarpó el 22 de junio de 533 desde Constantinopla en una flota de quinientas naves de transporte, escoltadas por noventa y dos dromones. En el Peloponeso tuvieron una larga demora en espera de buenas condiciones de mar para continuar la travesía hacia Catania, en Sicilia.
Ya en Sicilia, Belisario se enteró de que el rey vándalo aún no conocía el avance de la expedición y que había enviado a sus mejores soldados, bajo el mando de su hermano Tzazon, a sofocar una rebelión que había estallado en Cerdeña. Belisario, al saber esto, embarcó su ejército y zarpó hacia la costa africana. Hizo escala en Malta y Gozo y, al cabo de aproximadamente tres meses de su salida de Constantinopla, arribó a Ras Kapudia, ubicado ciento treinta millas al sur de Cartago.
En cuanto desembarcó, Belisarió difundió una proclama en la que afirmaba que no venía a combatir al pueblo, sino a los soldados de Gelimer. Inició su marcha hacia Cartago, precedido por una avanzada de trescientos jinetes al mando de Juan el Armenio; seiscientos hunos cubrían su flanco izquierdo y la flota entera custodiaba el derecho.

## Ad Decimum
El 13 de septiembre, la vanguardia bizantina llegó al desfiladero de Ad Decimum, décimo hito antes de la ciudad de Cartago. Por su parte, Gelimer, al enterarse de la llegada de los bizantinos, había enviado a buscar a Tzazon con su fuerza. Sin embargo, cuando supo lo poco numeroso que era el ejército enemigo, ordenó a su hermano Amato, quien estaba al mando de Cartago, que se preparara para atacar a Belisario.
Gelimer planeaba atacar a Belisario en forma combinada desde tres sectores cuando este entrara al desfiladero de Ad Decimun. Esta operación fracasó porque requería una coordinación muy difícil de conseguir. Amato salió de Cartago el 13 de septiembre, atacó antes que las otras dos columnas y fue herido mortalmente, tras lo cual sus tropas huyeron. Gibamundo, al mando de otra sección, fue derrotado por los hunos del ala izquierda de Belisario, mientras Gelimer vencía al cuerpo principal de Belisario. Cuando el rey vándalo llegó al campo donde había muerto su hermano Amato, vio el cadáver y, en lugar de perseguir a los derrotados bizantinos, detuvo la persecución para honrarlo con una ceremonia fúnebre. En el entretanto, casi al anochecer, Belisario reunió a sus tropas y contraatacó a los vándalos, dispersándolos. El 15 de septiembre de 533, el general bizantino y su ejército entraron en Cartago, que había sido abandonado por los defensores. Gelimer se había retirado a un lugar situado ciento cincuenta kilómetros al oeste de la ciudad llamado Bulla Regia, donde reunió sus tropas.

## La batalla
En Bulla Regia, Gelimer recibió el refuerzo de las tropas de su hermano Tzazón procedentes de Cerdeña, con lo que formó un ejército unas diez veces mayor que el de Belisario, según el historiador Procopio. Trató de conseguir que los hunos se pasaran a sus filas, lo que no obtuvo, y luego avanzó sobre Cartago con esta inmensa fuerza. En su avance destruyó el acueducto que suministraba el agua a la ciudad. Se detuvo en la localidad de Tricamerón, situada a veintisiete kilómetros de Cartago.
Belisario supo de las conversaciones de los hunos con el enemigo, pero logró neutralizarlos con ofrecimientos diversos. Lo importante de este incidente fue demostrar los peligros a que se exponían los generales cuando incorporaban mercenarios en sus ejércitos. Esta situación, unida a que no estaba seguro de la lealtad de los mercenarios, lo decidió a atacar a los vándalos de inmediato, consciente de su inmensa inferioridad numérica.
Belisario envió de avanzada a Juan el Armenio con quinientos jinetes y él con otros quinientos jinetes y la infantería partió al día siguiente hacia Tricamerón.
Gelimer y Tzazón se encontraron con la caballería bizantina, que los atacó dos veces sin éxito pero, en una tercera carga, Juan empleó también a sus arqueros, con lo que logró hacer huir a la caballería vándala. Estos encuentros no duraron más de una hora. Al atardecer de ese día 15 de diciembre, la infantería de Belisario arribó al campo de batalla y avanzó hacia el campamento vándalo. Gelimer, al ver al ejército bizantino, montó en su caballo y huyó del campamento; este acto de cobardía provocó el desconcierto y luego el pánico entre sus soldados, que huyeron en todas direcciones. Esto marcó el fin de la batalla y selló la derrota vándala.
Cuando los soldados de Belisario entraron en el campamento vándalo, encontraron que este estaba plagado de riquezas; desobedeciendo a sus jefes, se dedicaron al saqueo sin respetar ni al mismo Belisario. Solo al día siguiente, restablecido el orden, Juan el Armenio con su caballería pudo emprender la persecución de los enemigos.

## Consecuencias

Imperio de Justiniano. La derrota vándala permitió al emperador extender sus territorios por África y el Mediterráneo occidental.

Gelimer comprendió que había perdido su reino. Intentó escapar a España, pero los bizantinos se enteraron de sus proyectos y lo interceptaron, forzándolo a abandonar sus pertenencias y a refugiarse en las montañas de Túnez, con los bereberes. Al año siguiente, fue encontrado y rodeado por las fuerzas de Faras el Hérulo. Al principio rechazó rendirse pero, después de un invierno particularmente crudo, se entregó a Belisario. El Reino vándalo de África terminó con él y Justiniano se apoderó de sus provincias en Cerdeña, Córcega y las islas Baleares.
La conquista de África proporcionó a Justiniano una excelente base de operaciones para actuar contra Italia y el asesinato de Amalasunta por Teodato en el año 534 le dio el pretexto para iniciar una nueva guerra contra las provincias de Dalmacia y de Sicilia.